# ستانلي سميث (جيولوجي)
ستانلي سميث (بالإنجليزية: Stanley Smith)‏ هو جيولوجي أمريكي، ولد في مايو 1883، وتوفي في 1 يوليو 1955.